# 韦利讷
韦利讷（法語：Vélines，法語發音：[velin]）是法国多尔多涅省的一个市镇，属于贝尔热拉克区。

## 地理
韦利讷（44°51'32"N, 0°6'31"E）面积10.47 平方千米，位于法国新阿基坦大区多爾多涅省，该省份为法国西南部内陆省份，是法國本土面积第三大的省，大致对应佩里戈尔地区，北起顺时针与夏朗德省、上维埃纳省、科雷兹省、洛特省、洛特-加龙省、吉倫特省和滨海夏朗德省接壤。
与韦利讷接壤的市镇（或旧市镇、城区）包括：圣维维安、蒙塔佐、纳斯特兰格、圣安托万德布勒伊、圣瑟兰德普拉、蒙卡雷、博讷维尔和圣阿维德菲马迪耶尔。

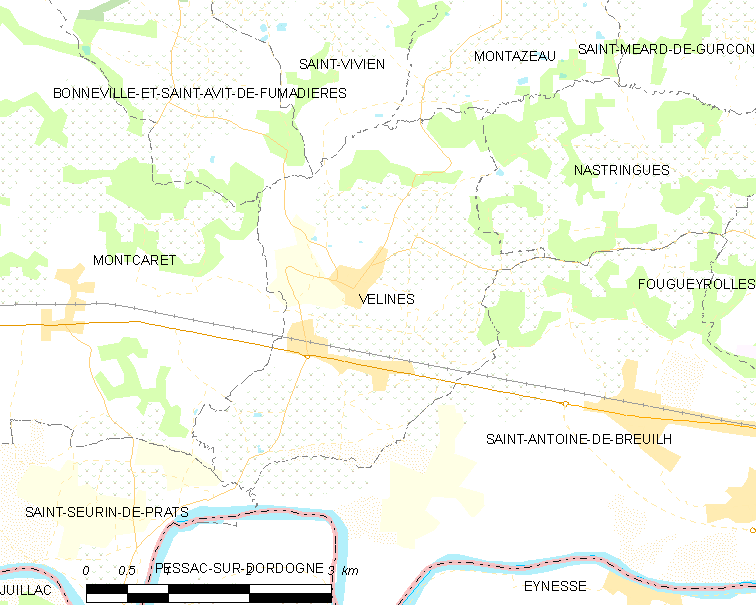
韦利讷的OSM定位图

韦利讷的时区为UTC+01:00、UTC+02:00（夏令时）。

## 行政
韦利讷的邮政编码为24230，INSEE市镇编码为24568。

## 政治
韦利讷所属的省级选区为蒙泰涅和居尔松地区县。

## 人口

1962-2008年间韦利讷人口变化图示

韦利讷于2022年1月1日时的人口数量为1058人。